# Тайната на дяволското оръжие
„Тайната на дяволското оръжие“ е български игрален филм (фентъзи, приключенски) от 1982 година на режисьора Мариана Евстатиева-Биолчева, по сценарий на Боян Биолчев. Оператор е Атанас Тасев. Създаден е по мотиви от повестите „Победите на синеокия“ и „Синеокият с късия меч“ на Боян Болгар. Музиката във филма е композирана от Симеон Пиронков.

## Сюжет
Внимание:  Текстът по-долу разкрива сюжета на произведението (или части от него)!
Действието се развива във време, когато Венеция и Генуа са във война за пазарите на Средиземноморието и южна Тракия е под латинско робство… Батил получава задача да открие и открадне дяволското оръжие, с което се избиват българите от латинците в Анхиало /Поморие/. Окупиран от латинските рицари, градът е неузнаваем – той е под властта на венецианците, сдобили се с барута от Китай и конструирали първите мускети и топове /дяволското оръжие/, непознато дотогава на средновековния свят, в това число и в България, но ето че то достига до нас и решението на царя е да го имаме. Една тежка мисия, но не и невъзможна…

## Актьорски състав
| Изпълнител        | Роля               |
| ----------------- | ------------------ |
| Любен Чаталов     | Батил              |
| Елвира Иванова    | Радуша             |
| Павел Поппандов   | монахът Инокентий  |
| Йосиф Сърчаджиев  | византиеца         |
| Юрий Ангелов      | рицарят Ролан      |
| Иван Григоров     | бракониерът        |
| Велико Стоянов    | рибарят Йово       |
| Стоян Стоев       | селянинът Делян    |
| Петър Петров      | евреинът златар    |
| Димитър Ташев     | Амедей Савойски    |
| Иван Янчев        | пратеник на царя   |
| Минка Сюлеймезова | кръчмарката        |
| Тодор Пройков     | боляринът Драгота  |
| Богомил Атанасов  | Статю              |
| Мая Динева        | Куна               |
| Милка Попантонова | дойката            |
| Стефан Костов     | Статю              |
| Георги Миндов     | византийски войник |
| Симеон Викторов   | пратеник           |
| Майски Желязков   |                    |
| Петър Димов       |                    |